# Кунстхалле Бергена
Кунстхалле в Бергене (норв. Bergen Kunsthall) — художественный музей в центре норвежского города Бергена, открытый в 2001 году в здании бывшей галереи, относившемся к городской ассоциации искусств и построенном по проекту архитектора Оле Лэндмарка в 1935; продолжает финансово поддерживаться художественным фондом «Bergen Kunstforening»; проводит временные выставки произведений современного искусства в своих четырёх залах; включает в себя проекты «NO.5» и «Landmark».

## История и описание
Кунстхалле Бергена (Bergen Kunsthall) был спроектирован и построен в начале 1930-х годов — его здание в центре города открылось в 1935 году как новое помещение для «Ассоциации искусств Бергена» (Bergen Kunstforening), основанной в 1838 году художником Ю. С. Далем и являвшейся второй по возрасту художественной ассоциацией Норвегии (после художественной ассоциации в Осло). Здание в стиле функционализм, спроектированное архитектором Оле Лэндмарком, до сих пор принадлежит данному общественному союзу, а сам кунстхалле существует благодаря его финансированию.
Основной деятельностью галереи является проведение временных выставок произведений современного искусства — как групповых (тематических), так и персональных. По состоянию на сентябрь 2019 года, кунстхалле включал в себя четыре выставочных зала и был разделен на три основных отдела: собственно «Kunsthall», а также — проект «NO.5» и кафе «Landmark», служащее концертной площадкой для современной музыки. Весной 2009 года «Kunsthall» и «Landmark» получили недавно учрежденную премию «Criticism Team» — с формулировкой «за свою деятельность в области современного искусства».
Проект «NO.5» направлен на «повторный просмотр» в Норвегии как отдельных произведений искусства, так и целых выставок, которые ранее уже были представленные в других странах мира — идея заключается в том, чтобы «замедлить ход времени» и дать возможность как специалистам, так и ценителям искусства вновь увидеть ранее показанные работы. Обязательной частью выставки в рамках «NO.5» является и появление нового печатного каталога с критическими текстами.
Помимо выставочной деятельности, галерея также пытается развивать местную, национальную и международную сети связей с художниками и аналогичными учреждениями; она также проводит консультации для государственных органов и частных компаний; образовательные мероприятия, включая экскурсии для местных школьных классов, являются частью деятельности зала. Фестиваль «Festspillene i Bergen» каждую весну проходит и в залах кунстхалле.